# Абдуллазянов, Эдвард Юнусович
Абдуллазянов, Эдвард Юнусович (род. 8 апреля 1957 года, Большая Атня, ТАССР) — российский учёный, промышленный и государственный деятель, кандидат технических наук, доцент, ректор Казанского государственного энергетического университета (КГЭУ), Депутат Государственного Совета Республики Татарстан шестого созыва.

## Биография
Родился 8 апреля 1957 года в селе Большая Атня Татарской АССР.
После окончания Большеатнинской средней школы в 1974 году, несколько месяцев время работал слесарем на Казанском авторемонтном заводе и затем до 1975 года шофером районного узла связи Высокогорского района ТАССР.
В 1981 году окончил Казанский филиал Московского ордена Ленина и ордена Октябрьской революции энергетический институт (КФ МЭИ) по специальности электрические станции с присвоением квалификации инженер-электрик. После окончания университета в течение двух лет проходил службу в рядах Советской армии.
C 1983 года по 1988 год находился на партийной работе.
Сразу после возвращения из армии несколько месяцев исполнял обязанности заведующего отделом комсомольских организаций Высокогорского райкома ВЛКСМ. C 1983 года по 1984 год работал инструктором отдела пропаганды и агитации Высокогорского райкома КПСС. В 1984 году на районной конференции Высокогорского районного комитета ВЛКСМ избран первым секретарем. В должности первого секретаря Высокогорского РК ВЛКСМ проработал до 1988 года.
Хронология трудовой и учебной деятельности
- 1974 г. — Слесарь Казанского авторемонтного завода;
- 1974—1975 г. — Шофер районного узла связи Высокогорского района ТАССР;
- 1975—1981 гг. — Студент в Казанском филиале Московского энергетического института;
- 1981—1983 гг. — Служба в рядах Советской Армии;
- 1983 г. — Исполняющий обязанности заведующего отделом комсомольских организаций Высокогорского РК ВЛКСМ;
- 1983—1984 гг. — Инструктор отдела пропаганды и агитации Высокогорского райкома КПСС;
- 1984—1988 гг. — Первый секретарь Высокогорского РК ВЛКСМ;
- 1988—2000 гг. — Начальник II группы Высокогорского РЭС Приволжских электрических сетей;
- 2000—2003 гг. — Директор предприятия Приволжских электрических сетей ОАО «Татэнерго»;
- 2001—2003 гг. — Генеральный директор ОАО «Сетевая компания» (по совместительству);
- 2003 — присуждена учёная степень кандидата технических наук;
- 2003—2008 гг. — Генеральный директор ОАО «Сетевая компания»;
- 2007 г. — Присвоено ученое звание доцента;
- 2008—2011 гг. — Заместитель генерального директора по инвестициям ОАО «Сетевая компания»;
- 1999—2011 гг. — наряду с основной деятельностью занимался научно-педагогической работой — ассистент, старший преподаватель, доцент, и.о заведующего кафедрой, заведующий кафедрой «Энергообеспечение предприятий агропромышленного комплекса», Казанский государственный энергетический университет;
- С декабря 2011 г. — Ректор ФГБОУ ВО «Казанский государственный энергетический университет»;
- С сентября 2019 г. — Депутат Государственного Совета Республики Татарстан шестого созыва, член Комитета по жилищной политике и инфраструктурному развитию.

Семья
Женат, двое детей.

## Промышленник
В 1988 году начинает работать в структурах Татэнерго. C 1988 года по 2000 год — Начальник II группы Высокогорского района электрических сетей Приволжских электрических сетей.
C 2000 года по 2003 год — Директор предприятия Приволжских электрических сетей ОАО «Татэнерго»;
После принятия Правительством Республики Татарстан решения об акционировании Татэнерго и приватизации Татарстанской энергетической компании, регистрируются ОАО «Татэнерго», ОАО «Генерирующая компания», ОАО «Сетевая компания» и ОАО «Диспетчерский центр».
В 2001 году возглавляет ОАО «Сетевая компания» и работает в этой должности до 2008 года..
С 2008 года по 2011 год — Заместитель генерального директора по инвестициям ОАО «Сетевая компания».

## Ректор КГЭУ
8 декабря 2011 года назначен и. о. ректора Казанского государственного энергетического университета.
Премьер-министр Республики Татарстан Ильдар Халиков при представлении нового руководителя университета сообщил, что при выборе кандидатуры, которая была предложена Министерству образования и науки Российской Федерации, руководство республики опиралось на то, что новый глава должен знать и сам вуз, иметь широкий круг контактов в энергетической системе республики, как главным потребителем кадров.
18 мая 2012 года на конференции работников и студентов большинством голосов был избран ректором Казанского государственного энергетического университета.
8 сентября 2019 года избран Депутатом Государственного Совета Республики Татарстан по республиканскому избирательному округу от Татарстанского регионального отделения Всероссийской политической партии «Единая Россия».
6 марта 2022 года подписал обращение Российского союза ректоров в поддержку Владимира Путина и вторжения России на Украину.

## Награды
- Медаль ордена «За заслуги перед Отечеством» II степени (11 февраля 2023 года) — за заслуги в научно-педагогической деятельности, подготовке квалифицированных специалистов и многолетнюю добросовестную работу[9]
- Благодарность Президента Российской Федерации (04 мая 2021 года) — за большой вклад в развитие топливно-энергетического комплекса и многолетнюю добросовестную работу[10]
- Медаль «За заслуги перед Республикой Татарстан» (2017 г.)[11].
- Почетное звание «Почетный энергетик» (Министерство энергетики РФ, 2017 г.)[источник не указан 1032 дня]
- Нагрудный знак «За заслуги в образовании» Министерства образования и науки Республики Татарстан (2017 г.)
- Знак отличия «За безупречную службу Казани» (2017 г.)[12].
- Почетный серебряный знак МЭИ (2017 г.)[источник не указан 1032 дня]
- Почетная медаль "За заслуги перед ОАО «Сетевая компания» (2017 г.)[источник не указан 1032 дня]
- Почетное звание «Почетный работник высшего профессионального образования Российской Федерации» (2016 г.)[источник не указан 1032 дня]
- Почетная грамота Министерства образования и науки Российской Федерации (2014 г.)[источник не указан 1032 дня]
- Почетная грамота Министерства спорта Российской Федерации (2014 г.)[источник не указан 1032 дня]
- Почетная грамота Министерства энергетики Российской Федерации (2011 г.)[источник не указан 1032 дня]
- Почетная грамота ОАО «Татэнерго» и Татарстанского Республиканского комитета «Электропрофсоюз» (2007 г.)[источник не указан 1032 дня]
- Благодарность Премьер-министра Республики Татарстан (2007 г.)[источник не указан 1032 дня]
- Медаль «В память 1000-летия Казани» (2005 г.)[источник не указан 1032 дня]
- Почетное звание «Заслуженный энергетик Республики Татарстан» (2002 г.)[13].